# Damernas normalbacke vid världsmästerskapen i nordisk skidsport 2011
Damernas tävling i normal backe (K95) i VM i backhoppning 2011 avgjordes den 25 februari 2011 i Holmenkollen utanför Oslo i Norge. Det är blott andra gången damerna fick tävla om VM-medaljer i backhoppning. 
Guldmedaljören blev Daniela Iraschko, Österrike.

## Tidigare världsmästare
| År   | Ort     | Mästare     |
| ---- | ------- | ----------- |
| 2009 | Liberec | Lindsey Van |

## Resultat
| Placering | Startnummer | Namn                | Land          | Längd hopp 1 | Längd hopp 2 | Totalpoäng |
| --------- | ----------- | ------------------- | ------------- | ------------ | ------------ | ---------- |
| 1         | 43          | Daniela Iraschko    | Österrike     | 97.0         | 97.0         | 231.7      |
| 2         | 32          | Elena Runggaldier   | Italien       | 97.5         | 93.5         | 218.9      |
| 3         | 42          | Coline Mattel       | Frankrike     | 92.0         | 97.0         | 211.5      |
| 4         | 41          | Eva Logar           | Slovenien     | 91.0         | 88.5         | 197.9      |
| 5         | 34          | Maja Vtic           | Slovenien     | 88.5         | 97.0         | 196.0      |
| 6         | 33          | Sara Takanashi      | Japan         | 92.0         | 93.0         | 195.0      |
| 7         | 21          | Ayumi Watase        | Japan         | 89.0         | 93.0         | 192.8      |
| 8         | 24          | Evelyn Insam        | Italien       | 94.5         | 87.5         | 188.1      |
| 9         | 40          | Melanie Faisst      | Tyskland      | 88.0         | 92.0         | 185.1      |
| 10        | 26          | Line Jahr           | Norge         | 89.5         | 84.5         | 181.3      |
| 11        | 12          | Maren Lundby        | Norge         | 89.5         | 85.5         | 180.5      |
| 12        | 15          | Yoshiko Kasai       | Japan         | 86.5         | 89.0         | 179.7      |
| 13        | 27          | Lisa Demetz         | Italien       | 92.5         | 83.0         | 177.9      |
| 14        | 39          | Jessica Jerome      | USA           | 84.0         | 90.0         | 177.8      |
| 15        | 22          | Yuki Ito            | Japan         | 89.0         | 85.0         | 177.1      |
| 16        | 25          | Sarah Hendrickson   | USA           | 90.5         | 84.0         | 177.0      |
| 17        | 18          | Julia Kykkänen      | Finland       | 91.5         | 82.0         | 176.4      |
| 18        | 13          | Taylor Henrich      | Kanada        | 84.5         | 92.0         | 175.9      |
| 19        | 36          | Ulrike Graessler    | Tyskland      | 94.0         | 79.5         | 171.4      |
| 20        | 19          | Alissa Johnson      | USA           | 91.0         | 81.0         | 169.0      |
| 21        | 31          | Spela Rogelj        | Slovenien     | 89.5         | 85.0         | 167.1      |
| 22        | 28          | Anette Sagen        | Norge         | 88.0         | 80.5         | 165.9      |
| 23        | 20          | Wendy Vuik          | Nederländerna | 87.0         | 80.0         | 158.9      |
| 24        | 23          | Abby Hughes         | USA           | 86.5         | 83.0         | 156.5      |
| 25        | 16          | Sabrina Windmueller | Schweiz       | 83.5         | 81.5         | 155.1      |
| 26        | 11          | Gyda Enger          | Norge         | 78.5         | 84.5         | 152.1      |
| 27        | 10          | Roberta Agostina    | Italien       | 84.0         | 82.5         | 151.5      |
| 28        | 17          | Michaela Dolezelova | Tjeckien      | 84.5         | 72.5         | 141.8      |
| 29        | 14          | Vladena Pustkova    | Tjeckien      | 80.5         | 78.5         | 141.4      |
| 30        | 29          | Anja Tepes          | Slovenien     | 83.0         | 73.5         | 135.5      |